# Ernia cerebrale
L'ernia cerebrale è un effetto collaterale potenzialmente mortale dell'ipertensione endocranica, che si verifica quando una parte del cervello viene schiacciata tra le strutture del cranio. Il cervello può spostarsi attraverso strutture come la falce cerebrale, il tentorio del cervelletto e persino attraverso il foro occipitale (il foro nella base del cranio attraverso il quale il midollo spinale si collega al cervello). L'ernia può essere causata da una serie di fattori che causano un effetto massa e aumentano la pressione intracranica (ICP): questi includono lesioni cerebrali traumatiche, emorragia intracranica o tumore al cervello.
L'ernia può verificarsi anche in assenza di un'elevata pressione intracranica, quando ai margini dei compartimenti cerebrali si formano lesioni di massa, come gli ematomi. In questi casi la pressione locale aumenta nel punto in cui si verifica l'ernia, ma questa pressione non viene trasmessa al resto del cervello e quindi non viene registrata come aumento della pressione intracranica.
Poiché l'ernia esercita una pressione estrema su alcune parti del cervello, interrompendo così l'afflusso di sangue in diverse zone dello stesso, è spesso fatale. Per questo motivo, in ambito ospedaliero vengono adottate accurate precauzioni per prevenire la patologia, riducendo la pressione intracranica o decomprimendo (drenando) un ematoma che esercita una pressione locale su una parte del cervello.

## Segni e sintomi

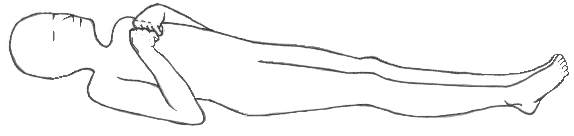
Postura decorticata, con gomiti, polsi e dita flessi e gambe estese e ruotate verso l'interno

L'ernia cerebrale si presenta spesso con un'anomalia posturale, un posizionamento caratteristico degli arti indicativo di grave danno cerebrale. Questi pazienti presentano un livello di coscienza ridotto, con punteggi della scala di Glasgow da tre a cinque. Si possono verificare anche coma e stato vegetativo persistente. Una o entrambe le pupille possono essere dilatate e non riuscire a restringersi in risposta alla luce. Può verificarsi anche vomito a causa della compressione del centro del vomito nel midollo allungato. Non sono rari i forti mal di testa e le convulsioni causati dall'aumento della pressione intracranica. Possono essere presenti anche sintomi cardiovascolari e polmonari quando il cervello perde funzionalità, ma potrebbero anche essere associati ad emorragie. Questi sintomi sono noti come triade di Cushing: ipertensione (con aumento della pressione del polso), respirazione irregolare (tipicamente Cheyne-Stokes), bradicardia e nei casi gravi arresto cardiaco.

## Cause
Le più comuni cause dell'ernia cerebrale sono:
- Edema cerebrale
- Ematoma
- Ictus
- Tumore
- Infezione

## Classificazione

Tipi di ernia cerebrale.

Il tentorio è un prolungamento della dura madre che separa il cervelletto dal cervello. Esistono due classi principali di ernia: sopratentoriale e infratentoriale. Sopratentoriale si riferisce all'erniazione delle strutture normalmente presenti sopra l'incisura tentoriale, mentre infratentoriale si riferisce alle strutture normalmente presenti sotto di essa.

### Ernia sopratentoriale
- Transtentoriale
  - Uncale
  - Centrale
- Cingolata o del cingolo (subfalcina o transfalcina)
- Transcalvariale
- Tectale (posteriore)

### Ernia infratentoriale
- Verso l'alto (cerebellare verso l'alto o transtentoriale verso l'alto)
- Tonsillare (cerebellare verso il basso)

#### Ernia uncale
Nell'ernia uncale, un sottotipo comune di ernia transtentoriale, la parte più interna del lobo temporale, l'uncus, può essere compressa così tanto da spostarsi verso il tentorio ed esercitare pressione sul tronco encefalico, in particolare sul mesencefalo. Il tessuto può essere rimosso dalla corteccia cerebrale in un processo chiamato decorticazione.
L'uncus può comprimere il nervo oculomotore (noto anche come III nervo cranico), il che può influenzare l'input parasimpatico all'occhio sul lato del nervo interessato, causando la dilatazione della pupilla dell'occhio interessato e impedendone la costrizione in risposta alla luce come dovrebbe. La dilatazione pupillare spesso precede gli effetti motori somatici della compressione del terzo nervo cranico, chiamati paralisi del nervo oculomotore o paralisi del terzo nervo. Questa paralisi si presenta come una deviazione dell'occhio verso una posizione "verso il basso e verso l'esterno" dovuta alla perdita di innervazione di tutti i muscoli della motilità oculare, ad eccezione del retto laterale (innervato dal nervo abducente, noto anche come VI nervo cranico) e dell'obliquo superiore (innervato dal nervo trocleare, noto anche come IV nervo cranico). I sintomi si manifestano in questo ordine perché le fibre parasimpatiche circondano le fibre motorie del III nervo cranico e vengono quindi compresse per prime.
La compressione dell'arteria cerebrale posteriore isolaterale provocherà un'ischemia della corteccia visiva primaria isolaterale e deficit del campo visivo controlaterale in entrambi gli occhi (emianopsia omonima controlaterale).
Un altro reperto importante è un falso segno di localizzazione, la cosiddetta incisura di Kernohan, che deriva dalla compressione del crus cerebrale controlaterale contenente fibre corticospinali discendenti e alcune fibre del tratto corticobulbare. Ciò provoca un'emiparesi isolaterale in riferimento all'ernia e un'emiparesi controlaterale in riferimento al crus cerebrale.
Con l'aumento della pressione e la progressione dell'ernia si verificherà una distorsione del tronco encefalico che porterà a emorragie di Duret (lacerazione di piccoli vasi nel parenchima) nelle zone mediana e paramediana del mesencefalo e del ponte di Varolio. La rottura di questi vasi provoca emorragie lineari o a fiamma. L'interruzione del tronco encefalico può portare a postura decorticata, depressione del centro respiratorio e morte. Altre possibilità derivanti dalla distorsione del tronco encefalico includono letargia, frequenza cardiaca lenta e dilatazione della pupilla.
L'ernia uncale può progredire in ernia centrale. La sindrome dell'uncus scivolante è un'ernia uncale senza alterazione del livello di coscienza e le altre conseguenze sopra menzionate.

#### Ernia centrale
Nell'ernia centrale, il diencefalo e parti dei lobi temporali di entrambi gli emisferi cerebrali vengono schiacciati attraverso una tacca nel tentorio del cervelletto. L'ernia transtentoriale può verificarsi quando il cervello si muove verso l'alto o verso il basso attraverso il tentorio, rispettivamente chiamata ernia transtentoriale ascendente e discendente; tuttavia, l'ernia discendente è molto più comune. L'ernia verso il basso può allungare i rami dell'arteria basilare (arterie pontine), provocandone la rottura e il sanguinamento, fenomeno noto come emorragia di Duret. Il risultato è solitamente fatale. Altri sintomi di questo tipo di ernia includono pupille piccole e fisse con paralisi del movimento oculare verso l'alto che conferisce l'aspetto caratteristico degli "occhi al tramonto". In questi pazienti si riscontra anche, spesso come complicazione terminale, lo sviluppo di diabete insipido dovuto alla compressione del peduncolo pituitario. Dal punto di vista radiografico, l'ernia verso il basso è caratterizzata dall'obliterazione della cisterna soprasellare dall'ernia del lobo temporale nello iato tentoriale con associata compressione sui peduncoli cerebrali. L'ernia verso l'alto, invece, può essere caratterizzata radiograficamente dall'obliterazione della cisterna quadrigemina. È noto che la sindrome da ipotensione intracranica imita l'ernia transtentoriale verso il basso.

#### Ernia del cingolo

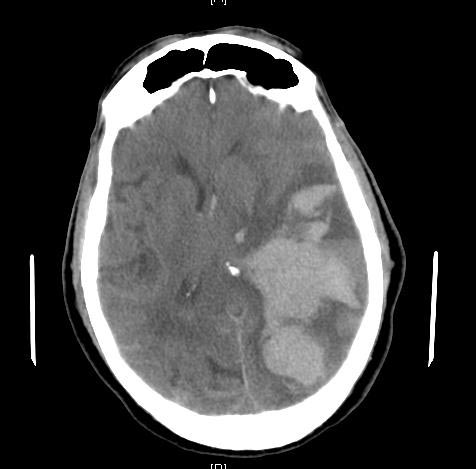
Ernia subfalcina alla TC

Nell'ernia cingolata o del cingolo o subfalcina, il tipo più comune, la parte più interna del lobo frontale viene raschiata sotto parte della falce cerebrale, la dura madre nella parte superiore della testa tra i due emisferi del cervello. L'ernia del cingolo può essere causata quando un emisfero si gonfia e spinge il giro del cingolo attraverso la falce cerebrale. Questo non esercita una pressione sul tronco encefalico così forte come gli altri tipi di ernia, ma può interferire con i vasi sanguigni nei lobi frontali che sono vicini al sito della lesione (arteria cerebrale anteriore), o può progredire in ernia centrale. L'interferenza con l'afflusso di sangue può causare pericolosi aumenti della pressione intracranica che possono portare a forme più severe di ernia. I sintomi dell'ernia cingolata non sono ben definiti. Di solito si verifica in aggiunta all'ernia uncale, l'ernia cingolata può presentarsi con postura anomala e coma. Si ritiene spesso che l'ernia cingolata sia un precursore di altri tipi di ernia.

#### Ernia transcalvariale
Nell'ernia transcalvariale, il cervello viene schiacciato attraverso una frattura o un sito chirurgico nel cranio. Chiamata anche "ernia esterna", questo tipo di ernia può verificarsi durante la craniectomia, un intervento chirurgico in cui viene rimosso un lembo del cranio, la regione cerebrale sporgente impedisce che il pezzo di cranio venga sostituito durante l'operazione.

#### Ernia verso l'alto (transtentoriale ascendente)
L'aumento della pressione nella fossa posteriore può causare lo spostamento del cervelletto verso l'alto attraverso l'apertura tentoriale, o ernia cerebellare. Il mesencefalo viene spinto verso l'alto attraverso l'incisura tentoriale. Questo fenomeno è noto anche come ernia transtentoriale ascendente poiché si verifica attraverso il tentorio del cervelletto.

#### Ernia tonsillare
Nell'ernia tonsillare, chiamata anche ernia cerebellare verso il basso, ernia transforaminale o "conica", le tonsille cerebellari si muovono verso il basso attraverso il foro occipitale (detto anche forame magno), causando eventualmente la compressione della parte inferiore del tronco encefalico e della parte superiore del midollo spinale cervicale mentre passano attraverso il forame magno. L'aumento della pressione sul tronco encefalico può causare disfunzioni nei centri cerebrali responsabili del controllo delle funzioni respiratorie e cardiache. I sintomi più comuni sono mal di testa persistente, inclinazione della testa e rigidità del collo dovuta all'impatto tonsillare. Il livello di coscienza può diminuire e dare origine anche a una paralisi flaccida. In questi pazienti è evidente anche l'instabilità della pressione sanguigna.
L'ernia tonsillare congenita del cervelletto è nota anche come malformazione di Chiari (CM) o, in precedenza, malformazione o sindrome di Arnold-Chiari (ACM). Esistono quattro tipi di malformazione di Chiari, ciascuna delle quali rappresenta un processo patologico molto diverso, con sintomi e prognosi differenti, e possono essere riscontrate casualmente in pazienti asintomatici oppure essere così gravi da mettere in pericolo la vita. Questa condizione viene ora diagnosticata più frequentemente dai radiologi, poiché un numero sempre maggiore di pazienti si sottopone a scansioni MRI della testa, in particolare MRI verticale, che è sensibile più del doppio nel rilevare questa condizione.
Ectopia tonsillare cerebellare (CTE) è un termine utilizzato dai radiologi per descrivere le tonsille cerebellari "basse" che non soddisfano i criteri radiografici per la definizione di malformazione di Chiari. La definizione radiografica attualmente accettata per la malformazione di Chiari è che le tonsille cerebellari si trovino almeno 5 mm sotto il livello del forame magno. Alcuni medici hanno riferito che alcuni pazienti sembrano manifestare sintomi compatibili con una malformazione di Chiari senza evidenza radiografica di ernia tonsillare. Talvolta questi pazienti vengono descritti come affetti da "Chiari [tipo] 0".
Esistono numerose cause sospette di ernia tonsillare, tra cui: fossa posteriore (la parte inferiore e posteriore del cranio) ridotta o malformata che non lascia abbastanza spazio al cervelletto; idrocefalo o volume anomalo del liquido cerebrospinale che spinge fuori le tonsille; oppure tensione durale che traziona il cervello caudalmente. Possono essere associati disturbi del tessuto connettivo, come la sindrome di Ehlers-Danlos.
Per una valutazione più approfondita dell'ernia tonsillare vengono utilizzati gli studi di flusso CINE. Questo tipo di risonanza magnetica esamina il flusso del liquido cerebrospinale nell'articolazione cranio-cervicale. Per le persone che manifestano sintomi ma senza una chiara evidenza di risonanza magnetica, soprattutto se i sintomi migliorano in posizione supina e peggiorano in posizione eretta, può essere utile una risonanza magnetica in posizione verticale.

## Trattamento

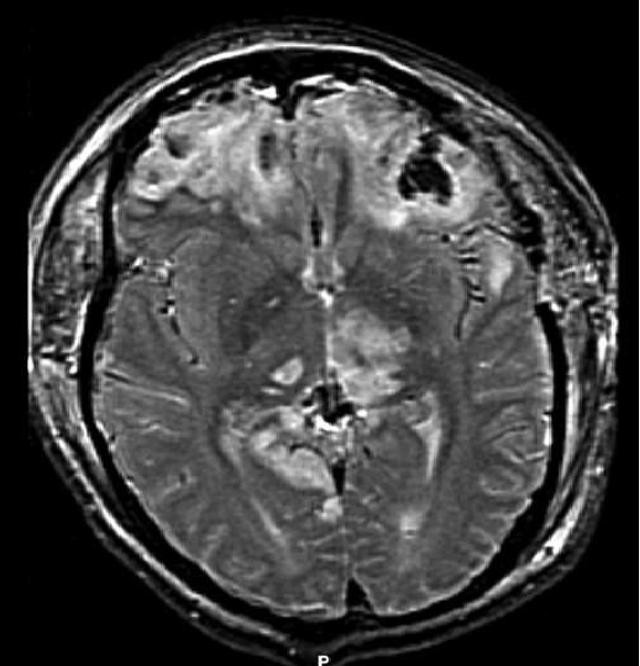
La risonanza magnetica mostra danni dovuti all'ernia. Questo paziente è rimasto con disabilità residue, comprese quelle che riguardano il movimento e la parola.

Il trattamento prevede la rimozione della massa eziologica e la craniectomia decompressiva. L'ernia cerebrale può causare gravi disabilità o la morte. Infatti, quando l'ernia è visibile su una TC, la prognosi per un recupero significativo della funzione neurologica è scarsa. Il paziente può rimanere paralizzato dallo stesso lato della lesione che causa la pressione, oppure il danno a parti del cervello causato dall'ernia può causare la paralisi sul lato opposto alla lesione. Il danno al mesencefalo, che contiene la formazione reticolare che regola la coscienza, provocherà il coma. Il danno ai centri cardio-respiratori del midollo allungato causerà arresto respiratorio e (secondariamente) arresto cardiaco.
Sono in corso studi sull'uso di agenti neuroprotettivi durante il prolungato periodo post-traumatico di ipersensibilità cerebrale associato alla sindrome.